# 10811 Lau
10811 Lau è un asteroide della fascia principale. Scoperto nel 1993, presenta un'orbita caratterizzata da un semiasse maggiore pari a 2,9262642 UA e da un'eccentricità di 0,2252625, inclinata di 7,18211° rispetto all'eclittica.